# ستيف غرانت
ستيف غرانت (بالإنجليزية: Steve Grant)‏ هو لاعب كرة قدم أمريكية أمريكي، ولد في 23 ديسمبر 1969.

## وصلات خارجية
- ستيف غرانت على موقع مرجع كرة القدم المحترفة.كوم (الإنجليزية)